# Sceloporus formosus
Sceloporus formosus är en ödleart som beskrevs av  Wiegmann 1834. Sceloporus formosus ingår i släktet Sceloporus och familjen Phrynosomatidae. IUCN kategoriserar arten globalt som livskraftig.

## Underarter
Arten delas in i följande underarter:
- S. f. scitulus
- S. f. formosus